# Богдановский, Влатко
Влатко Богдановский (31 декабря 1964) — македонский шахматист, гроссмейстер (1993).
Трёхкратный чемпион Македонии (1993, 1995 и 2009).
Многократный участник различных соревнований в составе национальной сборной по шахматам:
- 7 олимпиад (1994—2000, 2004, 2012—2014);
- 5-й Командный чемпионат мира (2001) в г. Ереване;
- 4 командных чемпионата Европы (1997—2001, 2013).

Участник 2-х личных чемпионатов Европы (2001 и 2008) и 12-и Кубков европейских клубов в составе македонской команды «Alkaloid Skopje» (1995—2004, в 2003 завоевал бронзовую медаль в индивидуальном зачёте).

## Изменения рейтинга
| Графики недоступны из-за технических проблем. См. информацию на Фабрикаторе и на mediawiki.org. |